# Causia
Causia es un género de foraminífero bentónico de la subfamilia Causiinae, de la familia Saccamminidae, de la superfamilia Saccamminoidea, del suborden Saccamminina y del orden Astrorhizida. Su especie tipo es Causia injudicata. Su rango cronoestratigráfico abarca el Holoceno.

## Discusión
Clasificaciones previas hubiesen incluido Causia en la subfamilia Vanhoffenellinae, de la familia Astrorhizidae de la superfamilia Astrorhizoidea, así como en el suborden Textulariina del orden Textulariida.

## Clasificación
Causia incluye a las siguientes especies:
- Causia injudicata
- Causia sidebottomi
- Causia shtekhovicensis